# بخش مرکزی شهرستان انار
بخش مرکزی شهرستان انار یکی از بخش‌های شهرستان انار در استان یزد ایران است.

## تقسیمات کشوری
- بخش مرکزی شهرستان انار
  - دهستان حسین‌آباد
  - دهستان بیاض

شهرها : انار ، امین‌شهر

## جمعیت
بنابر سرشماری مرکز آمار ایران، جمعیت بخش انار شهرستان انار در سال ۱۳۸۵ برابر با ۳۱۹۱۱ نفر بوده است.